# Reuden (Elsteraue)

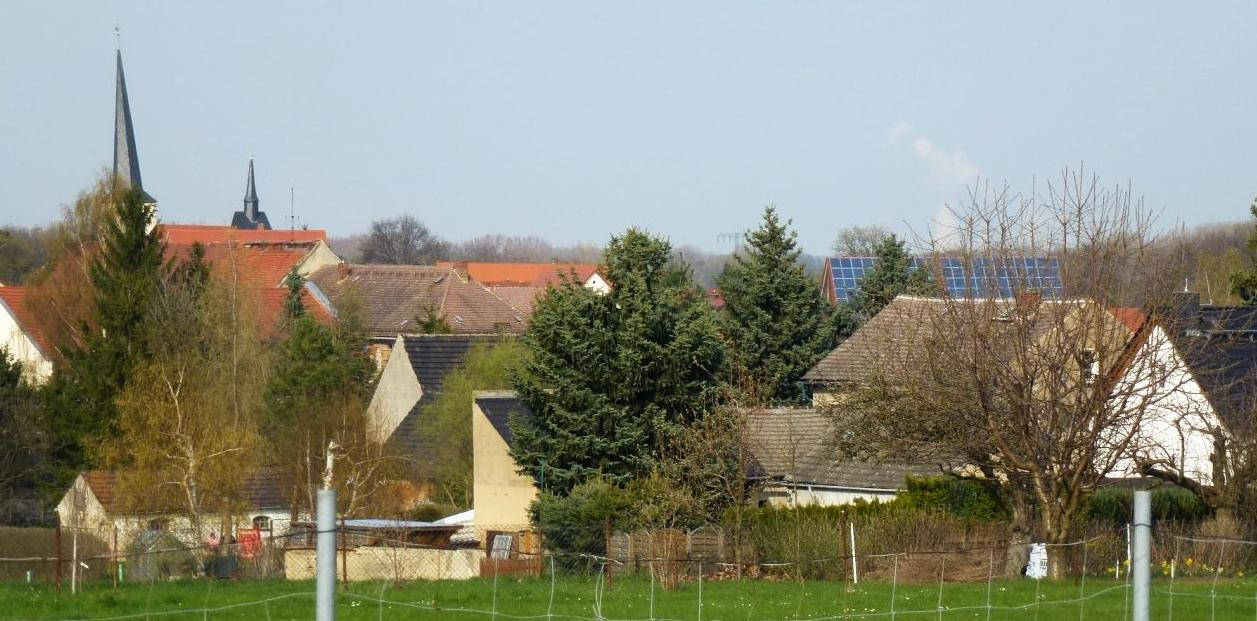
Blick von Reuden nach Predel, im Hintergrund das Kraftwerk Lippendorf

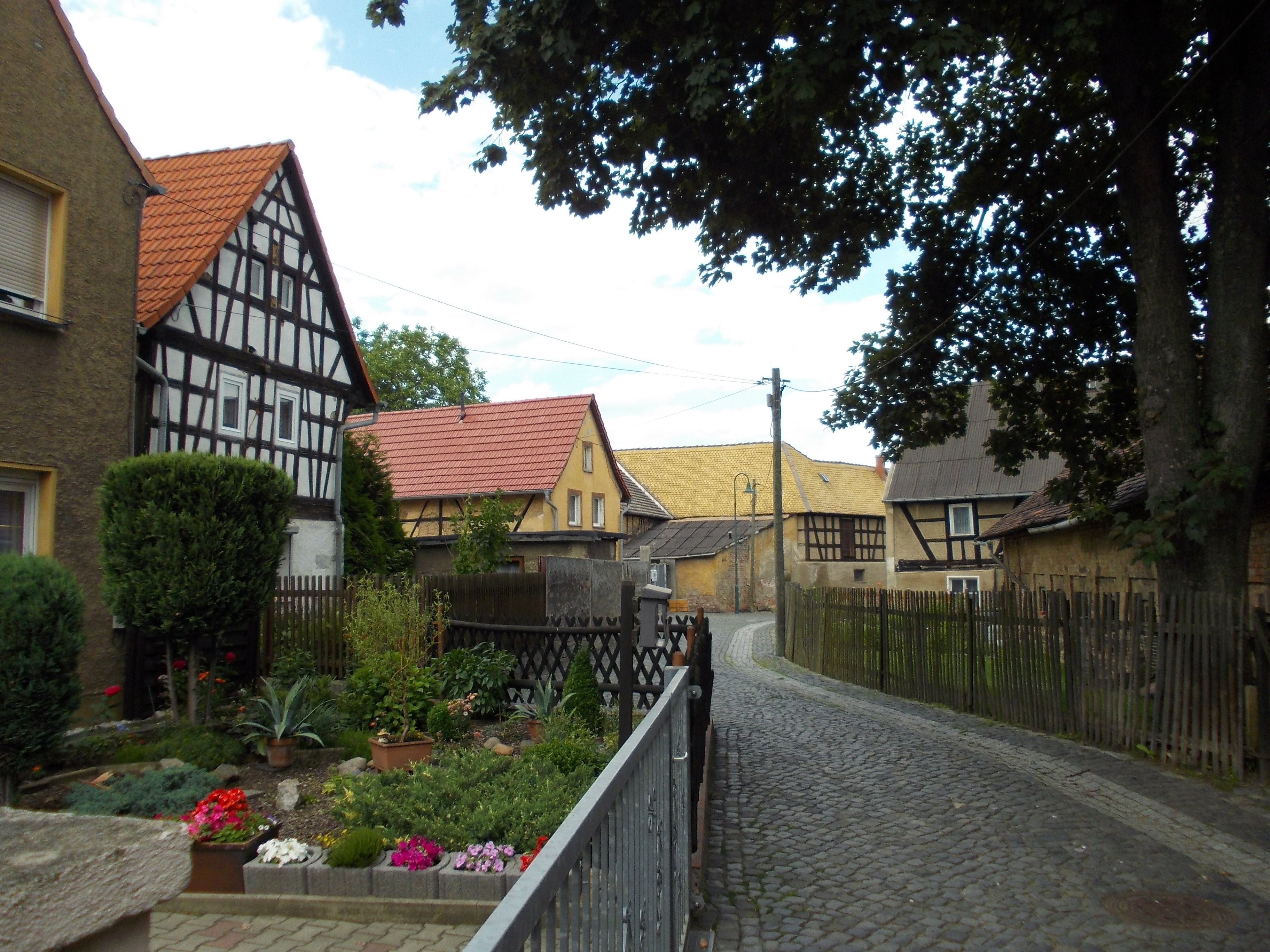
Fachwerk in Alt-Reuden

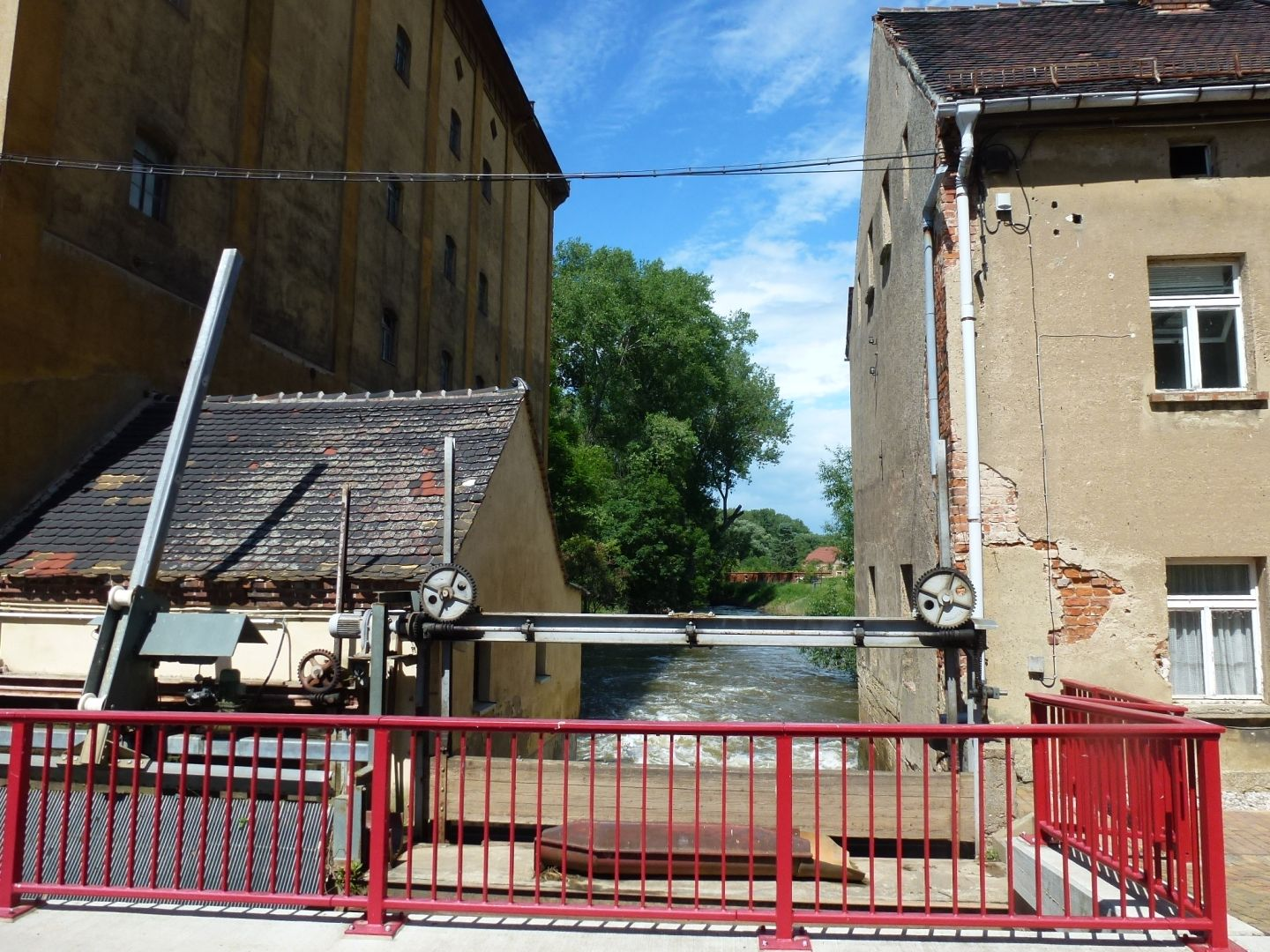
Kunstmühle in Ostrau

Reuden ist seit dem 1. Juli 2003 eine Ortschaft der Gemeinde Elsteraue im Burgenlandkreis in Sachsen-Anhalt. Als Ortsteile gehören zu Reuden Ostrau und Predel.

## Geschichte
Reuden wurde 1235 erstmals als Rudin urkundlich erwähnt und wird seit 1661 als Reuden bezeichnet.
Der bis 1815 im sächsischen Amt Weißenfels gelegene Ort gelangte dann an den Kreis Zeitz der preußischen Provinz Sachsen und 1952 an den Kreis Zeitz des DDR-Bezirkes Halle (Saale). 1946 lebten 1110 Einwohner im Ort. Zum 1. Juli 1950 wurden die bis dahin selbstständigen Gemeinden Ostrau und Predel nach Reuden eingemeindet.
Im Januar 2004 begann der Aufschluss des zum Tagebau Profen gehörenden Baufeldes Schwerzau durch die Mitteldeutsche Braunkohlengesellschaft mbH, wodurch Reuden und die Nachbarorte Bornitz, Draschwitz und Predel im Zuge des Braunkohlenabbaus einen großen Teil ihrer Feldgemarkungen verlieren werden.

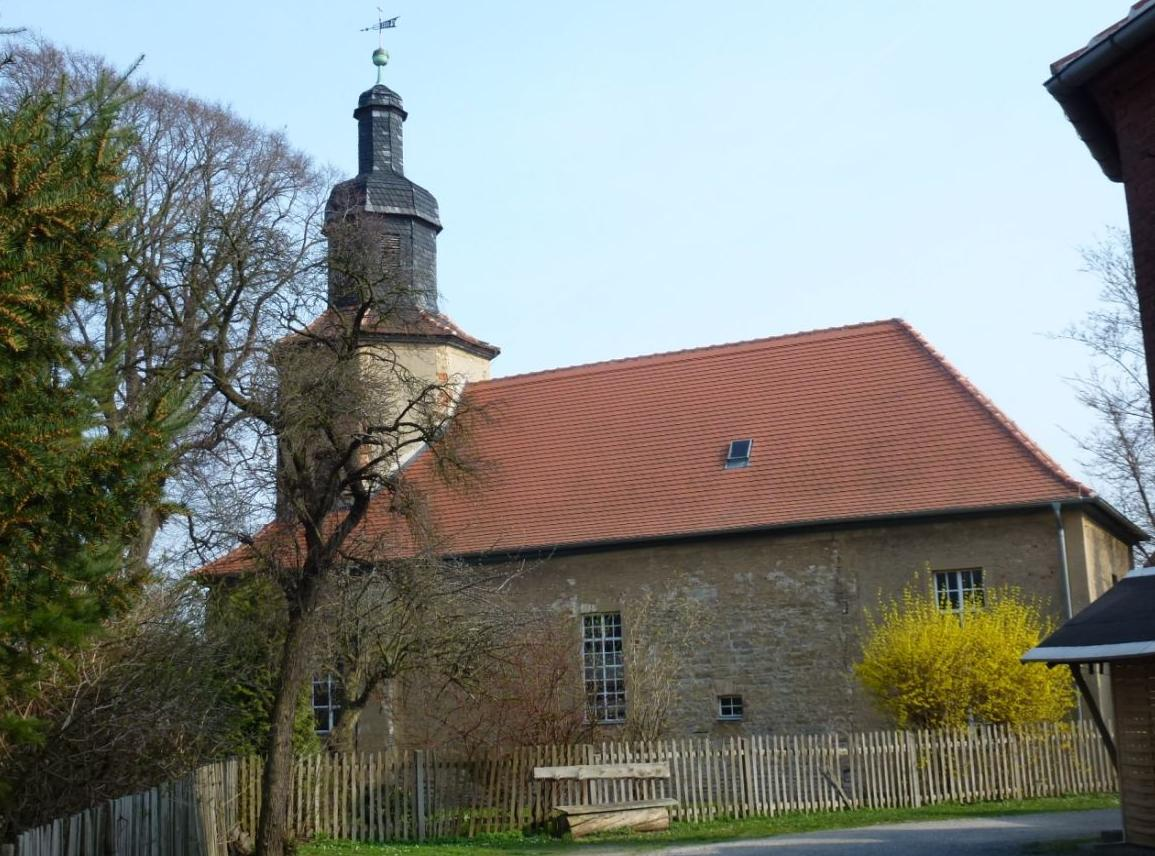
Kirche in Reuden

## Religion

### Evangelisch-lutherische Kirchen
Die Kirchen in Ostrau, Predel und Reuden und ihre Kirchengemeinden gehören zum Kirchenkreis Naumburg-Zeitz der Evangelischen Kirche in Mitteldeutschland.

### Römisch-katholische Kapelle
Nachdem durch die Industrialisierung und den Arbeitskräftebedarf in der Landwirtschaft wieder Katholiken in den seit der Reformation protestantisch geprägten Raum Predel gezogen waren, wurde bereits um 1900 in Predel eine katholische Kapelle eingerichtet, die nach dem Marientitel Unsere Liebe Frau benannt war und durch Geistliche der Pfarrei Zeitz betreut wurde. Bereits nach wenigen Jahren wurde sie wieder aufgegeben und durch die 1909/1910 erbaute St.-Marien-Kirche in Droyßig ersetzt.
Nach dem Zweiten Weltkrieg vergrößerte sich die Katholikenzahl im Raum Predel durch die Flucht und Vertreibung Deutscher aus Mittel- und Osteuropa 1945–1950 erheblich. Von 1952 an entstand in Predel durch Ausbau einer Scheune in fast einem Jahr Bauzeit die Liebfrauenkapelle. Im Erdgeschoss des Gebäudes wurden Gemeinderäume eingerichtet, darüber die Kapelle.
Am 6. April 1953, dem Ostermontag, erfolgte die Benediktion der Liebfrauenkapelle durch Clemens Wittelsbach, den Pfarrer von Zeitz. Später wurde auf die Kapelle ein kleiner hölzerner Turm mit einer Glocke aufgesetzt. Zur Gründung einer eigenen katholischen Gemeinde kam es in Predel bzw. Reuden nie, die Betreuung der Kapelle erfolgte durch die Pfarrei Heilig Geist (Tröglitz).
Am 23. März 2007 erfolgte die Profanierung der Kapelle, die auf dem Grundstück Predel 21 stand, der Glockenturm wurde abgetragen. Katholiken in Predel gehören heute zur Pfarrei St. Peter und Paul in Zeitz.

## Sehenswürdigkeiten
- Fachwerkhäuser
- Romanische Kirche in Predel mit schiefem Kirchturmhelm, eine der malerischsten Dorfkirchen des Landkreises
- Spätgotische Kirche in Ostrau
- Kirche in Reuden, 1617 errichtet
- Gutshaus in Reuden
- Wasserturm auf dem Friedhof in Reuden
- Auenlandschaft der Weißen Elster mit Elstermühlgraben und Mühle in Ostrau
- Grabstätte von acht Mitte April 1945 Gefallenen der Flakstellung Predel[7]

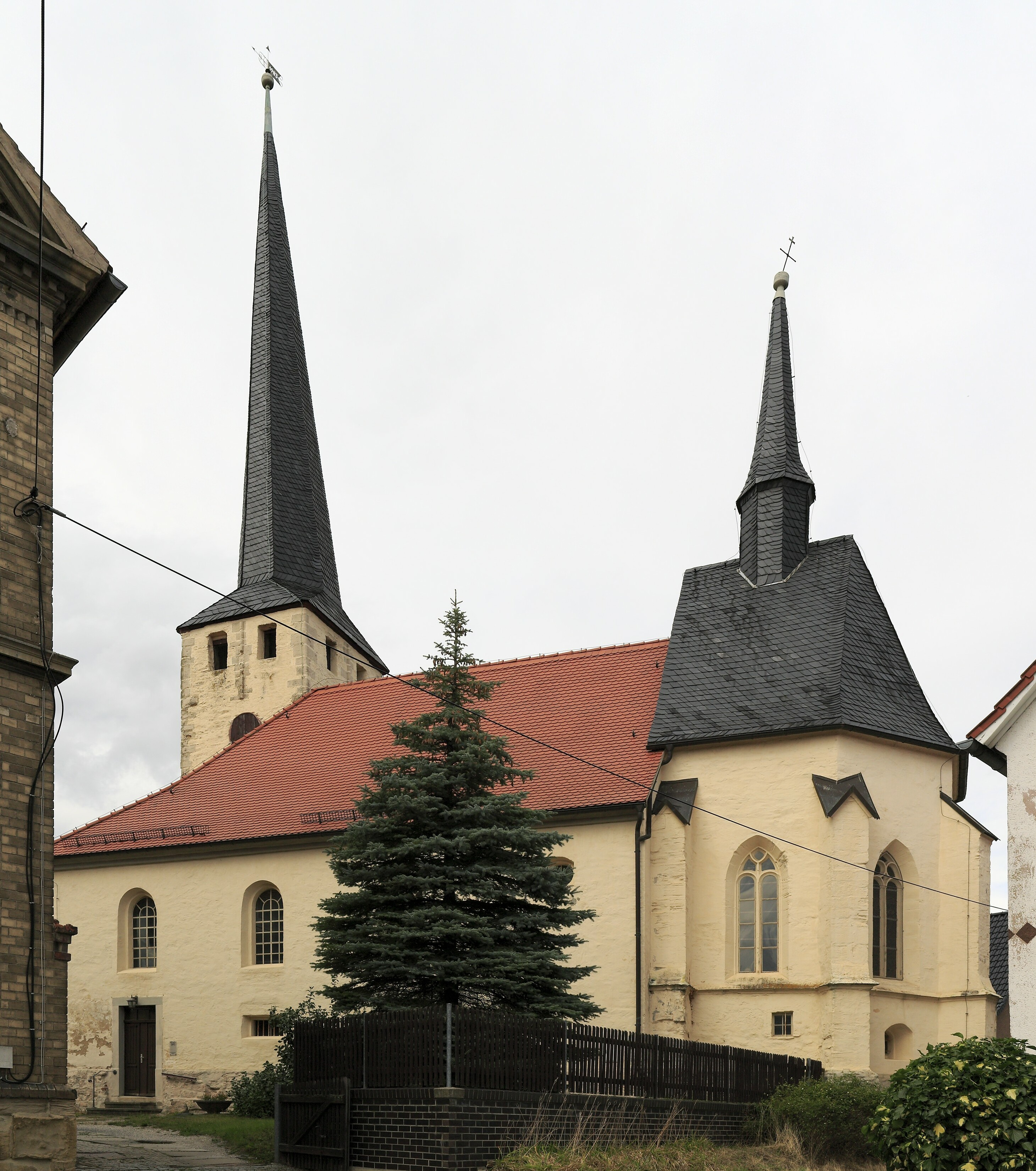
Kirche in Predel
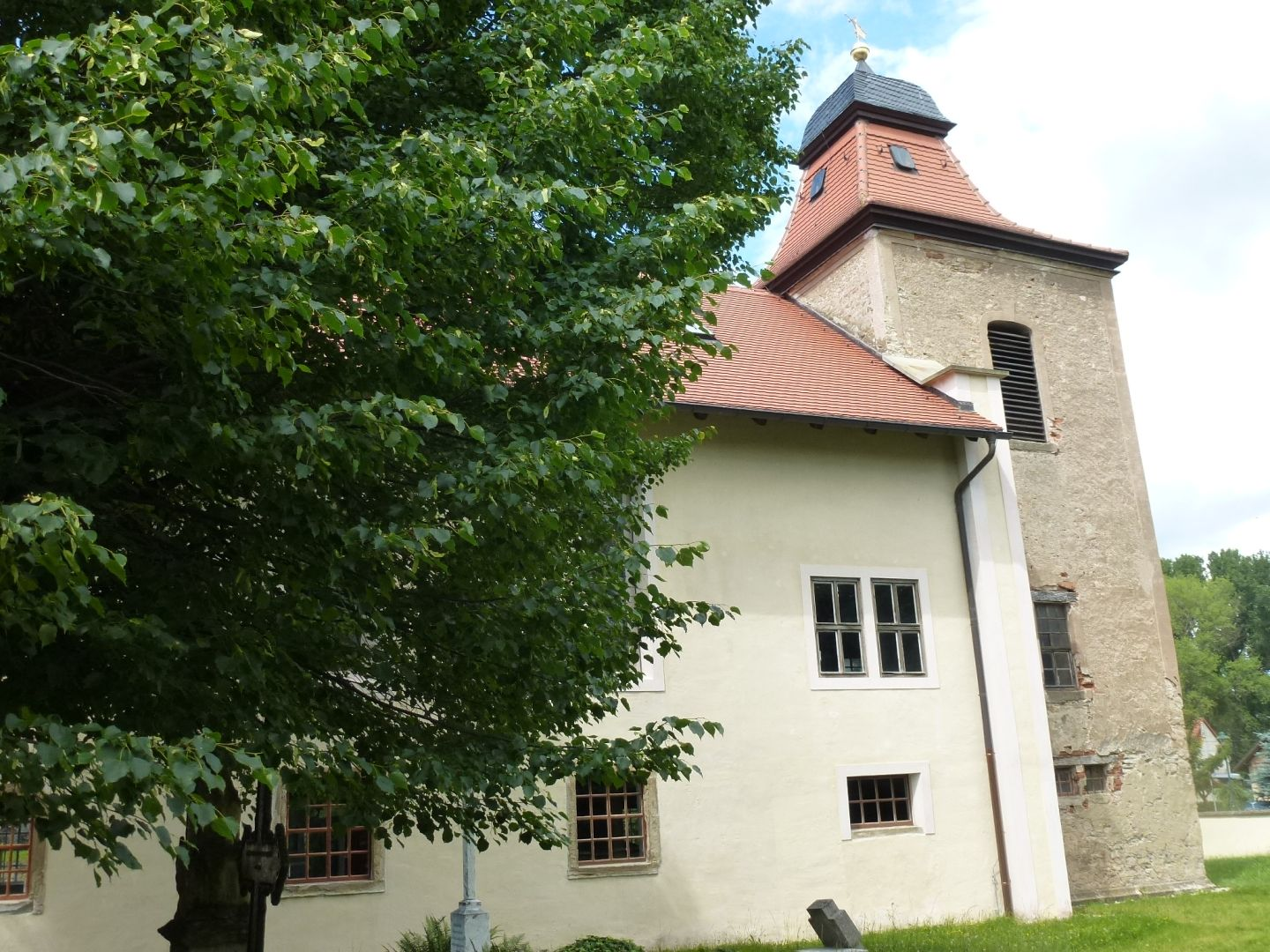
Dorfkirche in Ostrau
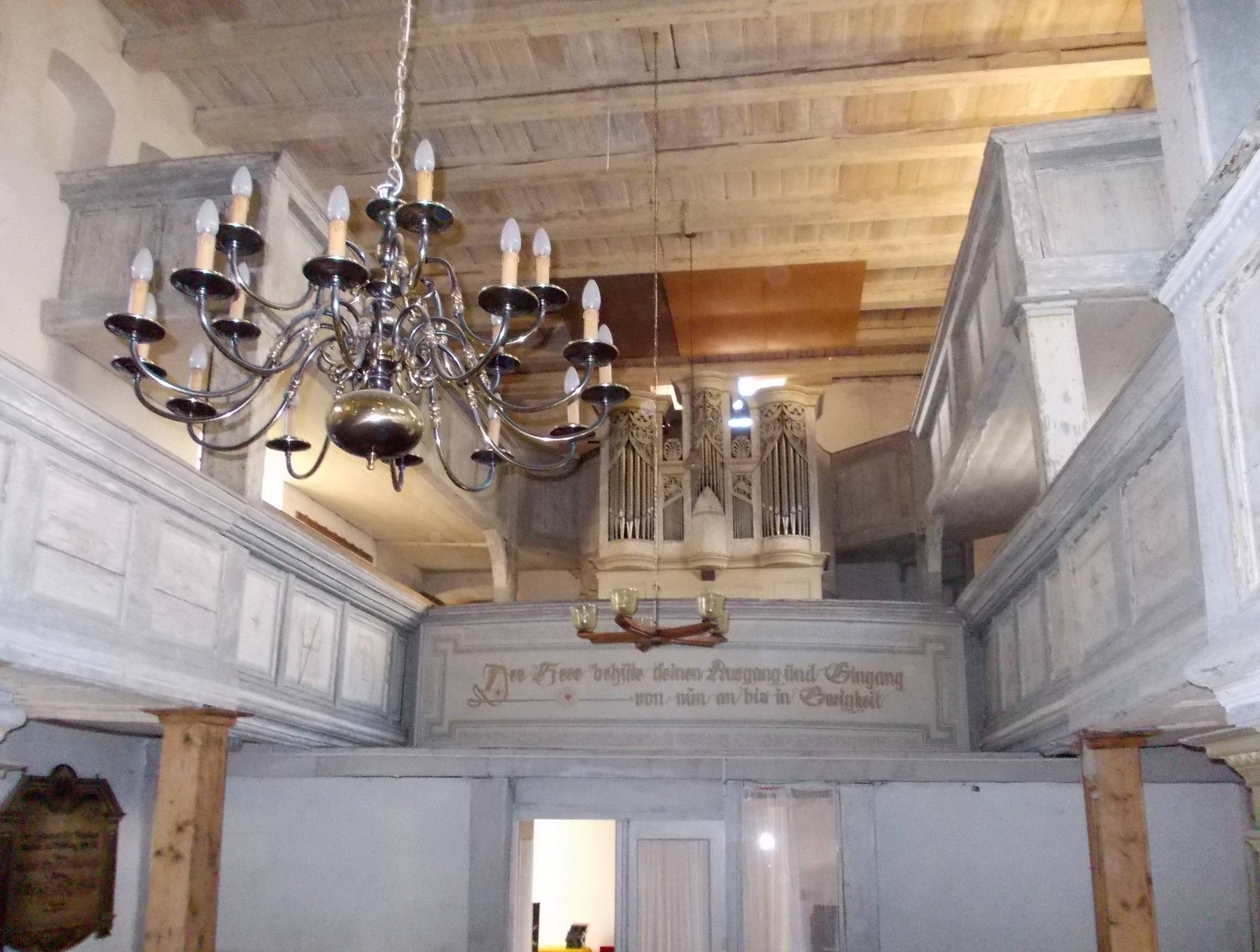
Orgel Kirche Ostrau
Altar Kirche Ostrau
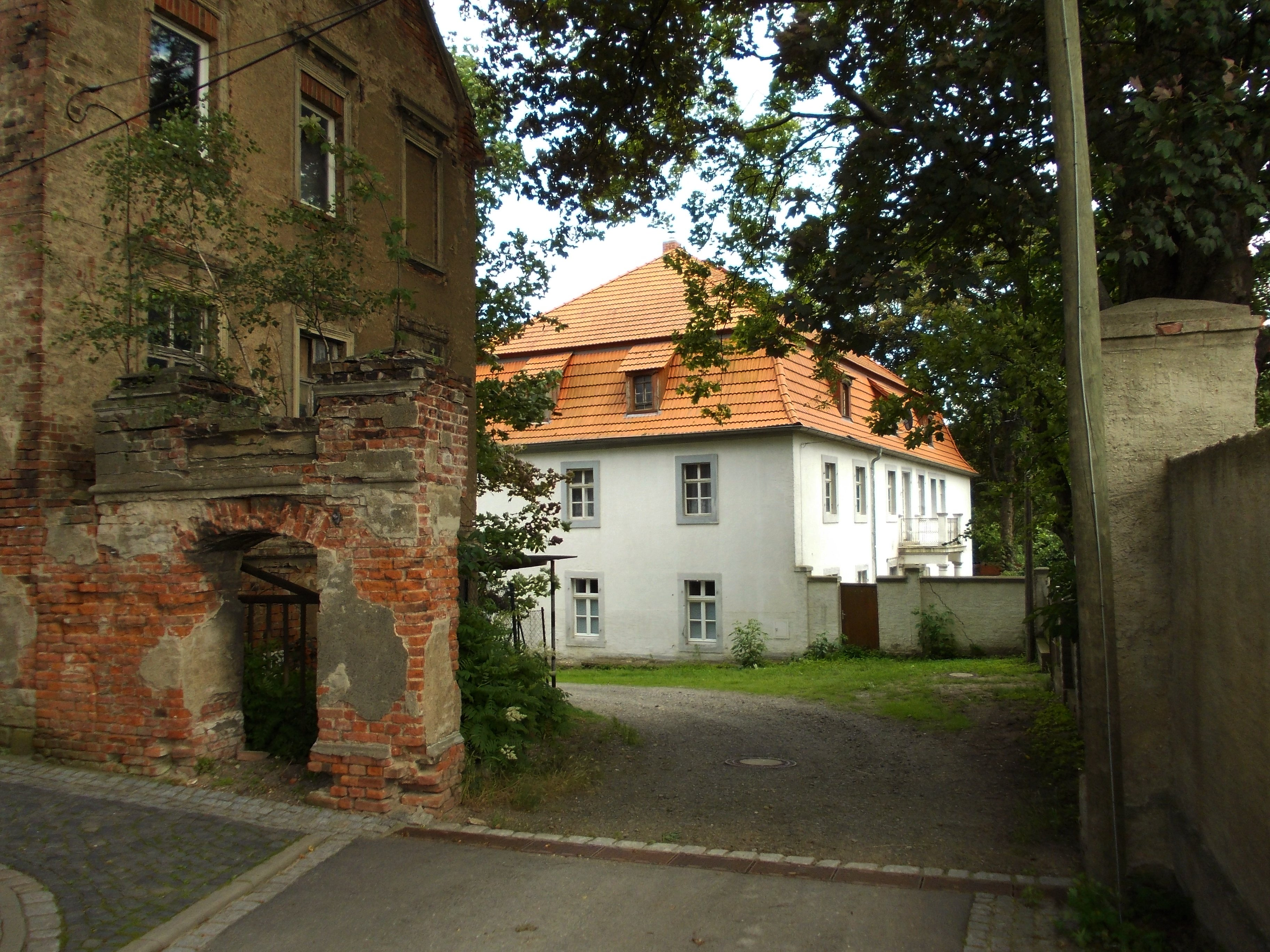
Gutshaus in Reuden
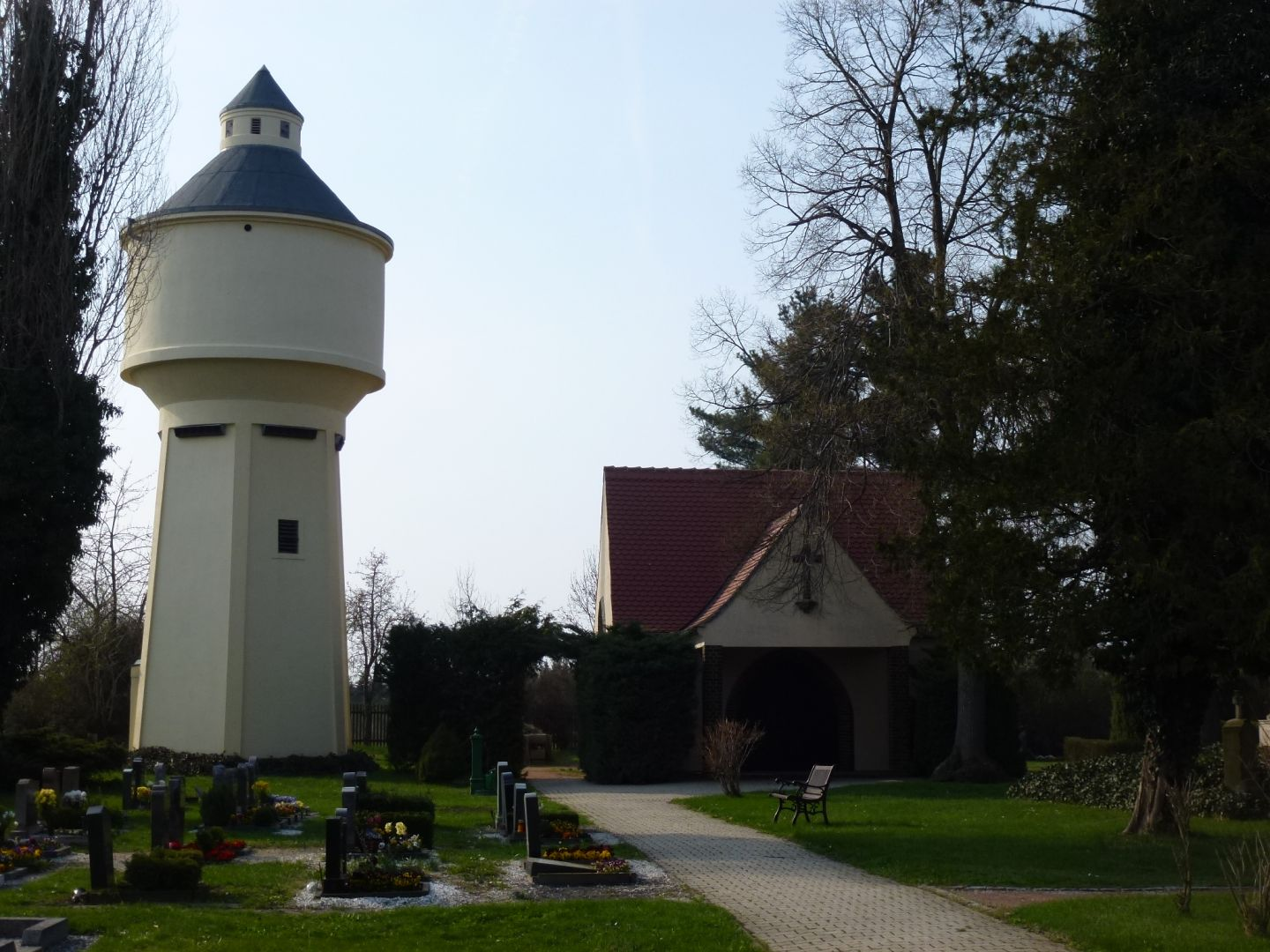
Wasserturm in Reuden
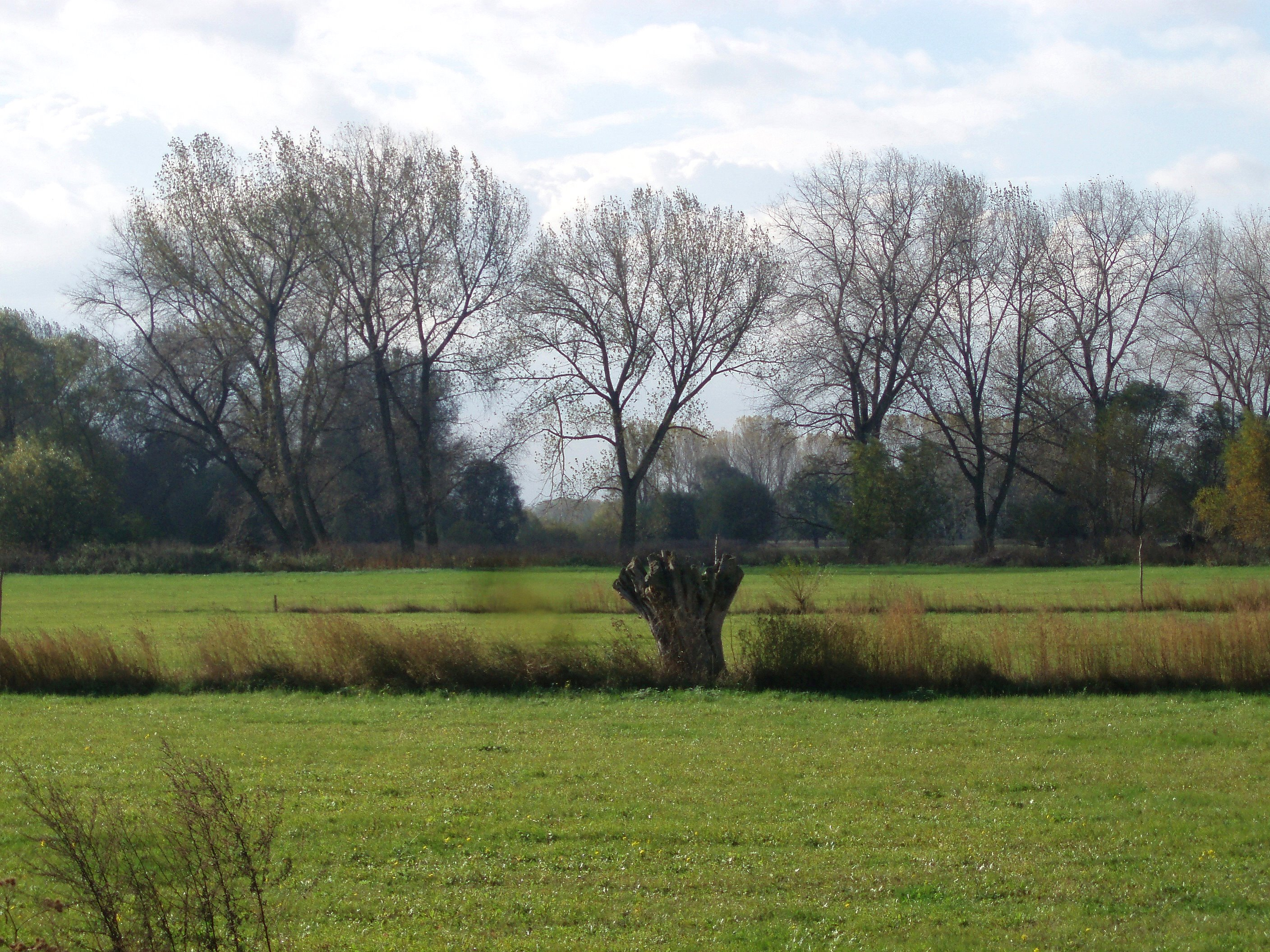
Auenlandschaft

## Bildung
In Reuden befindet sich die Sekundarschule Elsteraue, diese feierte im Jahr 2008 ihr 50-jähriges Bestehen.

## Wirtschaft und Infrastruktur

### Unternehmen
Im Ort liegt, westlich des Bahnhofs, das Betriebsgelände der Fibersol GmbH. Das international tätige Unternehmen produziert hier Rohre und Formstücke sowie Rollen an Thermoplasten für die weitere Verarbeitung durch Endkunden. Obwohl das Werk im Ortsteil Reuden liegt, wird es als fiberSol Draschwitz bezeichnet.

### Verkehr

Bahnhof von Reuden

Bis zum 12. Dezember 2010 war der Bahnhof Reuden ein Halt an der Bahnstrecke Leipzig–Probstzella, jetzt befindet sich der nächste Haltepunkt in ca. 4 km Entfernung in Profen.
Der öffentliche Personennahverkehr wird unter anderem durch den PlusBus des Bahn-Bus-Landesnetz Sachsen-Anhalt erbracht. Folgende Verbindung führt, betrieben von der Personenverkehrsgesellschaft Burgenlandkreis, durch Reuden:
- Linie 850: Zeitz ↔ Reuden ↔ Profen ↔ Strandbad Mondsee ↔ Hohenmölsen

Der Ort liegt beidseits an der Bundesstraße 2, welche im Norden in Richtung Leipzig und nach Süden in Richtung Gera führt.